# Germà Rodríguez i Arias
Germà Rodríguez i Arias (Barcelona, 26 d'abril de 1902 - 31 de juliol 1987) fou un arquitecte i dissenyador català.
Era fill del psiquiatre Antonio Rodríguez Rodríguez-Morini (1863-1937), natural de Lleó (Castella i Lleó), i de Trinidad Arias Benítez natural de Màlaga (+1946).
Titulat l'any 1926, fou un dels introductors del racionalisme a Catalunya i soci fundador del GATCPAC (Grup d'Arquitectes i Tècnics Catalans per al Progrés de l'Arquitectura Contemporània), juntament amb Josep Lluís Sert, Josep Torres i Clavé, Sixte Illescas i Ricardo de Churruca, entre d'altres. Va intervenir en les diferents juntes directives i en els projectes signats pel grup.
Entre les seves primeres obres destaquen l'edifici d'habitatges de Via Augusta 61 (1931, també anomenat Casa Rodríguez Arias perquè es va bastir en un solar familiar i hi vivia l'arquitecte, qui també hi tenia l'estudi), l'edifici Astòria, al carrer de París 193 (1933-1934) i l'edifici Diagonal-Enric Granados-París (1935-1940) –en col·laboració amb Ricardo de Churruca–, tots a Barcelona.
Després de la Guerra Civil Espanyola es va exiliar a Mèxic i més tard a Xile, on treballà associat amb l'arquitecte madrileny Fernando Echevarria i on es dedicà principalment al disseny d'interiors i de mobiliari. A Santiago hi projectà el cafè Miraflores, punt de trobada dels intel·lectuals espanyols a la ciutat. El mobiliari, d'inspiració eivissenca, va agradar molt, i això l'animà a fundar, l'any 1943, juntament amb Cristian Aguadé i l'escultor Claudi Tarragó, l'empresa Muebles Sur, que fabricava mobles d'inspiració mediterrània amb fusta de pi. L'empresa es va consolidar ràpidament i encara avui és un referent en el món del disseny a Xile.
El poeta xilè Pablo Neruda, habitual del cafè Miraflores, li encarregà diverses obres, com l'ampliació del seu refugi a Isla Negra (1943-1948) o La Chascona (1952-56), la casa de Neruda als peus del Cerro San Cristóbal, a Santiago de Chile, obres importants en la carrera de Rodríguez Arias, tot i haver estat posteriorment modificades pel poeta.
Obres destacades realitzades durant el seu exili a Xile foren el Cinema Central de la ciutat de Chillán o els Laboratoris Benguerel per al català exiliat Xavier Benguerel. També hi projectà i construí una sèrie de refugis i cases de muntanya a l'estació d'esquí de Farellones, la majoria d'elles per a catalans exiliats. És seu el disseny de la cadira La Catalana, del 1942.
L'any 1957 va fixar la seva residència a Portinatx (Eivissa), on va projectar hotels, complexos residencials i habitatges unifamiliars. D'aquesta etapa cal destacar la seva pròpia casa (1964-65), i les cases que va realitzar a la urbanització Punta Martinet (1966-1971).